# Городокская операция (1943)
Городокская операция 1943 — фронтовая наступательная операция советских войск 1-го Прибалтийского фронта во время Великой Отечественной войны в районе города Городок Витебской области 13—31 декабря 1943 года.

## Обстановка и замысел операции
В октябре-ноябре 1943 года в результате Невельской наступательной операции советских войск и их последующих атак в направлении Полоцка сложилась весьма извилистая линия фронта: в районе станции Дретунь войска 3-й ударной (командующий генерал-полковник Н. Е. Чибисов) и 4-й ударной армий выдвинулись на запад на 55 километров и занимали оборону в огромном «мешке», протяжённостью с юга на север до 100 километров, при этом с основными силами фронта этот «мешок» соединялся узкой горловиной в районе города Невель (максимальная ширина 11 километров). Южнее во фланг и тыл этих армий глубоко (до 50 километров) вклинивались позиции немецкой 3-й танковой армии. Его часто называли Городокским выступом по наименованию лежащего у его основания города Городок. То есть, на сравнительно небольшом участке фронта одновременно и немецкие войска имели возможность окружить и уничтожить две советские армии восточнее Невеля и советские войска могли окружить и уничтожить немецкие корпуса южнее Невеля. Такая опасность советским командованием оценивалась очень серьёзно: в прошедшем 1942 году практически в таких же «мешках» были окружены и уничтожены советские группировки в районе Любани на Волховском фронте (см. операция по выводу из окружения 2-й ударной армии) и южнее Харькова (Харьковское сражение). Значительно ускорил события нанесённый в конце ноября немецкий контрудар с юга по горловине (как раз из Городокского выступа), и хотя он был подготовлен наспех и окончился практически безрезультатно (максимальное продвижение составило всего 2 километра), но угроза была явной.
В этих условиях командующий 1-м Прибалтийским фронтом генерал армии И. Х. Баграмян предложил провести наступательную операцию по уничтожению Городокского выступа. Планировалось встречными ударами главных сил 1-го Прибалтийского фронта с востока и 4-й ударной армии с запада в направлении станции Бычиха окружить и разгромить городокскую группировку противника, ликвидировать Городокский выступ, овладеть Городком, продолжать наступление в направлении Витебск — Шумилино и овладеть Витебском ударом с северо-запада (до этого немецкие войска уже около двух месяцев упорно обороняли Витебск, отбивая многочисленные атаки советских войск; то есть Баграмян предлагал вместо дальнейших фронтальных атак взять город фактически ударом с тыла). 43-я и 39-я армии имели задачу сковать противостоящие силы противника, не допустив их переброски на направление главного удара; затем 43-я армия должна была ударом с востока способствовать взятию Витебска.
Ставка ВГК этот план одобрила и даже передала фронту для нанесения главного удара 11-ю гвардейскую армию (командующий генерал-лейтенант К. Н. Галицкий), усилив её двумя артиллерийскими дивизиями прорыва, двумя зенитно-артиллерийскими дивизиями, пять полками гвардейских миномётов, пятью артиллерийскими и одним миномётным полками, инженерной бригадой и тремя отдельными сапёрными батальонами. Сама армия имела в своём составе 11 стрелковых дивизий. Для усиления наступательной группировки в полосу наступления армии прибыли также 1-й танковый корпус (впрочем, сильно поредевший в предыдущих боях, имел всего 62 танка и САУ в строю, уже в ходе операции из ремонта вернулись в строй 35 танков), 10-я гвардейская танковая бригада (46 танков), 2-й гвардейский тяжёлый танковый полк (17 танков). Командованию фронта удалось успешно сосредоточить всю эту массу войск совершенно незаметно для противника.
Наносившая встречный удар 4-я ударная армия (командующий генерал-лейтенант В. И. Швецов), занимая оборону на широком фронте, смогла выставить в ударную группировку два стрелковых корпуса (5 дивизий), 5-й танковый корпус (91 танк и САУ), 34-ю гвардейскую танковую бригаду (24 танка), 3-й гвардейский кавалерийский корпус. Но и в эту армию через горловину «мешка» удалось доставить 8 артиллерийских и миномётных полков, три сапёрных батальона.
Немецкое командование планировало упорно оборонять Городокский выступ, который серьёзно препятствовал советским войскам овладеть Витебском. Одновременно им также готовилась наступательная операция по разгрому советских войск в Невельском выступе, в которой главный удар планировался из Городокского выступа. Непосредственно в выступе оборонялись 9-й армейский корпус (на восточном фасе) и 53-й армейский корпус (на западном фасе), у основания выступа занимал оборону 6-й армейский корпус.

## Расстановка сил

### СССР
- 1-й Прибалтийский фронт (командующий генерал армии И. Х. Баграмян)
- 11-я гвардейская армия
- Часть сил (войска правого фланга) 43-й армии (командующий генерал-лейтенант К. Д. Голубев)
- 4-я ударная армия
- 1-й танковый корпус (командир генерал-лейтенант танковых войск В. В. Бутков)
- 5-й танковый корпус (командир генерал-майор танковых войск М. Г. Сахно)
- 3-й гвардейский кавалерийский корпус (командир гвардии генерал-лейтенант Н. С. Осликовский)
- 3-я воздушная армия (командующий генерал-лейтенант авиации Н. Ф. Папивин)

Советские войска насчитывали 20 дивизий, 275 танков и САУ, 2 150 орудий и миномётов.

### Германия
- часть сил группы армий «Центр» (командующий генерал-фельдмаршал Гюнтер фон Клюге)
- 3-я танковая армия (командующий генерал-полковник Георг Рейнгардт)
- Войска южного крыла 16-й армии группы армий «Север»
- часть сил 6-го воздушного флота (командующий генерал-полковник Роберт фон Грейм)

Дополнительно переброшены
- Две пехотные дивизии из-под Ленинграда
- 5 пехотных и одна танковая дивизии с южного крыла группы армий «Центр»

Изначально в полосе планировавшегося советского наступления немецкие войска имели 9 пехотных и танковых дивизий, 120 танков и штурмовых орудий, до 800 орудий и миномётов. Оборона строилась по принципу мощных опорных пунктов, перекрывавших все важнейшие участки местности (возвышенности, перекрёстки дорог, переправы на реках, населённые пункты).

## Ход и результаты операции
Наступать советским войскам предстояло по лесисто-болотистой местности с минимальным количеством дорог. Ещё на стадии подготовки дело осложнилось из-за погоды: наступила продолжительная оттепель, лёд на болотах и реках растаял, грунтовые дороги раскисли. Боеприпасы на позиции приходилось доставлять на руках за несколько километров.
13 декабря 1943 года 11-я гвардейская и 4-я ударная армии при поддержке танков и артиллерии перешли в наступление. Из-за тумана авиация не действовала. Артиллерийская подготовка продолжалась 2 часа. В полосе наступления 11-й гвардейской армии противник оказал упорное сопротивление, за день боя удалось взять первую траншею и только две дивизии в этот день смогли прорвать всю первую полосу немецкой обороны (наибольшего успеха добилась 84-я гвардейская стрелковая дивизия гвардии генерал-майора Г. Б. Петерса, прорвавшаяся на 2 километра в глубину). Оказалось, что артиллерия не подавила огневые точки противника. По приказу Баграмяна, во второй половине дня артиллерия провела повторную артиллерийскую подготовку по выявленным огневым позициям, но и последовавшая за этим новая атака не привела к перелому. Последовали сильные немецкие контратаки.
В полосе наступления 4-й ударной армии бой протекал лучше, поскольку сильного удара изнутри советского «мешка» немецкое командование не ожидало. Успешно была применена военная хитрость — на последних минутах артиллерийской подготовки началась постановка мощной дымовой завесы, под прикрытием которой пехота пошла а атаку и практически незамеченной ворвалась в немецкие траншеи. В итоге удалось прорвать всю глубину обороны, продвинувшись от 3 до 5 километров. В бой были введены танковые силы.
14 декабря на правый фланг 11-й гвардейской армии, там где накануне наметился успех, командующий армией перенёс основные усилия. Там были введены в бой 1-й танковый корпус и 83-я гвардейская стрелковая дивизия. Это принесло успех — удалось завершить прорыв немецкой обороны (прорвались до 4 километров), перерезать шоссе Невель — Городок. С улучшением погоды начала активно действовать авиация. В этот же день в прорыв был введён 1-й танковый корпус. 15 декабря обе советские группировки продолжали медленно, но неуклонно наступать навстречу друг другу. Утром 16 декабря танковые и стрелковые корпуса обеих армий практически одновременно с запада и с востока вышли в район станции Бычиха и там соединились.
В результате действовавшие в городокском выступе 4 немецкие дивизии попали в окружение (87-я пехотная, 129-я пехотная, 252-я пехотная, 2-я авиаполевая). Для борьбы с окружённой группировкой были оставлены главные силы 4-й ударной армии, которые отбили попытку прорыва из кольца 2-х немецких дивизий. 11-я гвардейская армия развивала наступление на юг, максимально отодвигая внешний фронт окружения.
Уничтожение окружённой группировки было проведено в кратчайшие сроки — за двое суток, одновременными ударами по сходящимся направлениям со всех сторон. К исходу 17 декабря организованное сопротивление в «котле» прекратилось (по немецким данным, часть окружённых сумела прорваться из «котла» с большими потерями, но всё их тяжёлое вооружение и техника были потеряны).
Южнее 11-я гвардейская армия за 17 и 18 декабря продвинулась на 6-8 километров. Однако на этом участке немцы дополнительно ввели в бой 2 пехотные и 1 авиаполевую дивизии, дивизион штурмовых орудий и большое количество артиллерии, приостановив советское наступление. Сюда же срочно перебрасывались две дивизии из группы армий «Север» и часть сил с неатакованных участков фронта группы армий «Центр», в том числе 3 отдельных батальона тяжёлых танков «Тигр». К 20 декабря было освобождено более 500 населённых пунктов района.
Подтянув освободившиеся после уничтожения окружённого противника силы и пополнив боеприпасы, советские войска 24 декабря возобновили наступление. В этот день войска 11-й гвардейской армии ночным штурмом овладели городом Городок. На шумилинском направлении продвижение составило до 16 километров, была перерезана железная дорога Витебск — Полоцк, но взять Шумилино не удалось. Перешедшая в наступление 43-я армия также оттеснила противника на 10-15 километров. Немецкое сопротивление, и ранее очень упорное, ещё более возросло, так как сюда были спешно переброшены сразу несколько свежих дивизий: 211-я пехотная, 197-я пехотная, 5-я егерская, танковая дивизия «Фельдхернхалле». К 31 декабря советские войска вышли на немецкий заранее подготовленный оборонительный рубеж в 20 километрах севернее Витебска. Прорвать его войска уже не смогли. С разрешения Ставки ВГК армии фронта перешли к обороне.
В результате операции войска продвинулись на 60 км, разгромили 6 пехотных и одну танковую дивизий противника, ликвидировали Городокский выступ. По советским данным, немецкие войска потеряли свыше 65 000 человек убитыми и 3300 солдат и офицеров пленными. Был освобождён город Городок и свыше 1 220 населённых пунктов. Были созданы условия для окружения немецких войск в районе Витебска.
Войскам, участвовавшим в освобождении Городка, приказом ВГК от 24 декабря 1943 г. объявлена благодарность и в Москве дан салют 12 артиллерийскими залпами из 124 орудий. 12 воинских частей получили почётное наименование «Городокские».
Однако в целом советское командование оценивало операцию как не полностью достигшую поставленных целей (Витебск не был взят). Причинами того явились ограниченный срок на подготовку операции и большой недостаток боеприпасов, на направлении главного удара не удалось создать значительное превосходство над противником. Плохие погодные условия отрицательно сказались на эффективности артиллерийской подготовки и на действиях авиации.

## Память

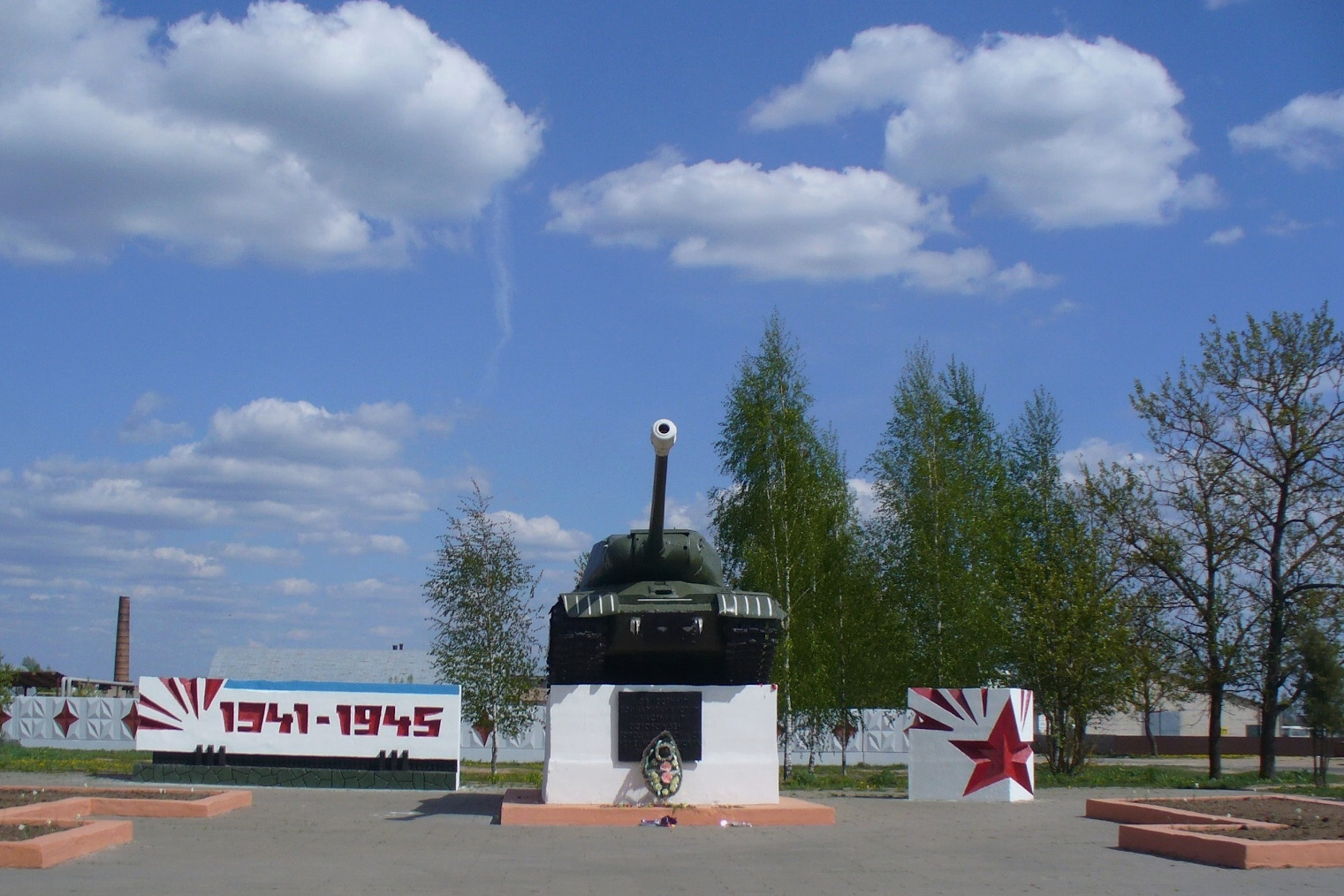
Памятник воинам-танкистам

- В Городке установлен Памятник воинам танкистам, участникам освобождения.
- В 1975 г. в Городке на пересечении улиц К. Маркса и Пролетарской установлен памятник Освобождения.
- Памятник в честь воинов 2-й гвардейской Краснознамённой ордена Александра Невского Городокско-Берлинской миномётной дивизии установлен в 1983 году на улице Баграмяна в Городке.
- Мемориальный комплекс на военном кладбище в Городке.

## Части, которым присвоено наименование Городокских
- 5-я гвардейская стрелковая дивизия
- 11-я гвардейская стрелковая дивизия
- 26-я гвардейская стрелковая дивизия
- 83-я гвардейская стрелковая дивизия
- 10-я гвардейская танковая бригада
- 17-я истребительно-противотанковая артиллерийская бригада (полковник Нелепа В. П.)
- 488-й пушечный артиллерийский полк (полковник Штульберг М. Я.)
- 523-й корпусный артиллерийский полк (полковник Торопов П. Е.)
- 2-я гвардейская миномётная дивизия (полковник Апрелкин И. А.)
- 545-й миномётный полк (подполковник Смирнов А. П.)
- 6-й гвардейский моторизованный инженерный батальон (майор Евграфов А. И.)
- 259-я истребительная авиационная дивизия (полковник Курбатов Я. А.)